# 劉嘉琪
劉嘉琪（英語：Kanice Lau Ka Ki，1989年9月11日—），香港女演員，第26期無綫電視藝員訓練班畢業生及前香港種星堂（Starz People）模特兒，現為無綫電視的基本藝人合約藝員之一。

## 外部連結
- 劉嘉琪的Instagram帳戶
- 劉嘉琪的新浪微博